# Blastospora
Le blastospore (dette anche blastoconidi) sono spore formatesi per gemmazione.
La parola contiene la radice blast derivante dal verbo greco βλαστειν, che significa "produrre, formare".
Le blastospore sono tallospore, ovvero ife non specializzate; sono spore di origine asessuale, caratteristiche dei Blastomiceti. Le ife, sono delle cellule allungate, presenti nei funghi e nelle muffe, il cui complesso genera il micelio, inesistente però nei lieviti. I lieviti infatti, sono formati dal tallo in cui è possibile trovare solo la blastospora.